# Ernst Hirsch

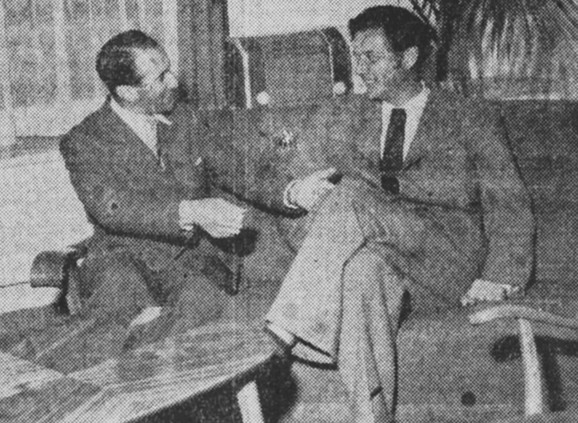
Ernst Hirsch och Axel Grönwall

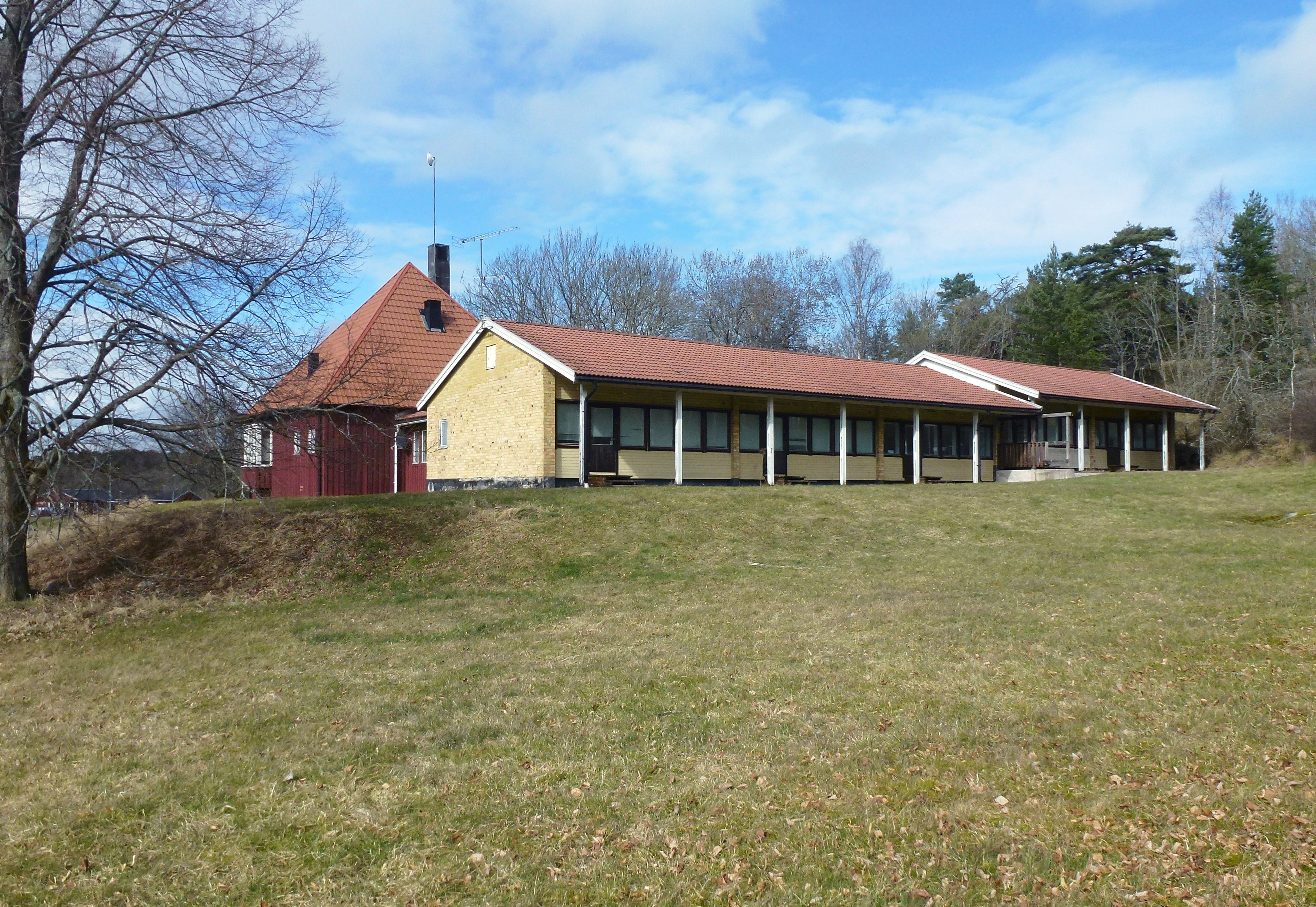
Barnbyn Skås skola och samlingssal, ritad av Grönwall & Hirsch 1947.

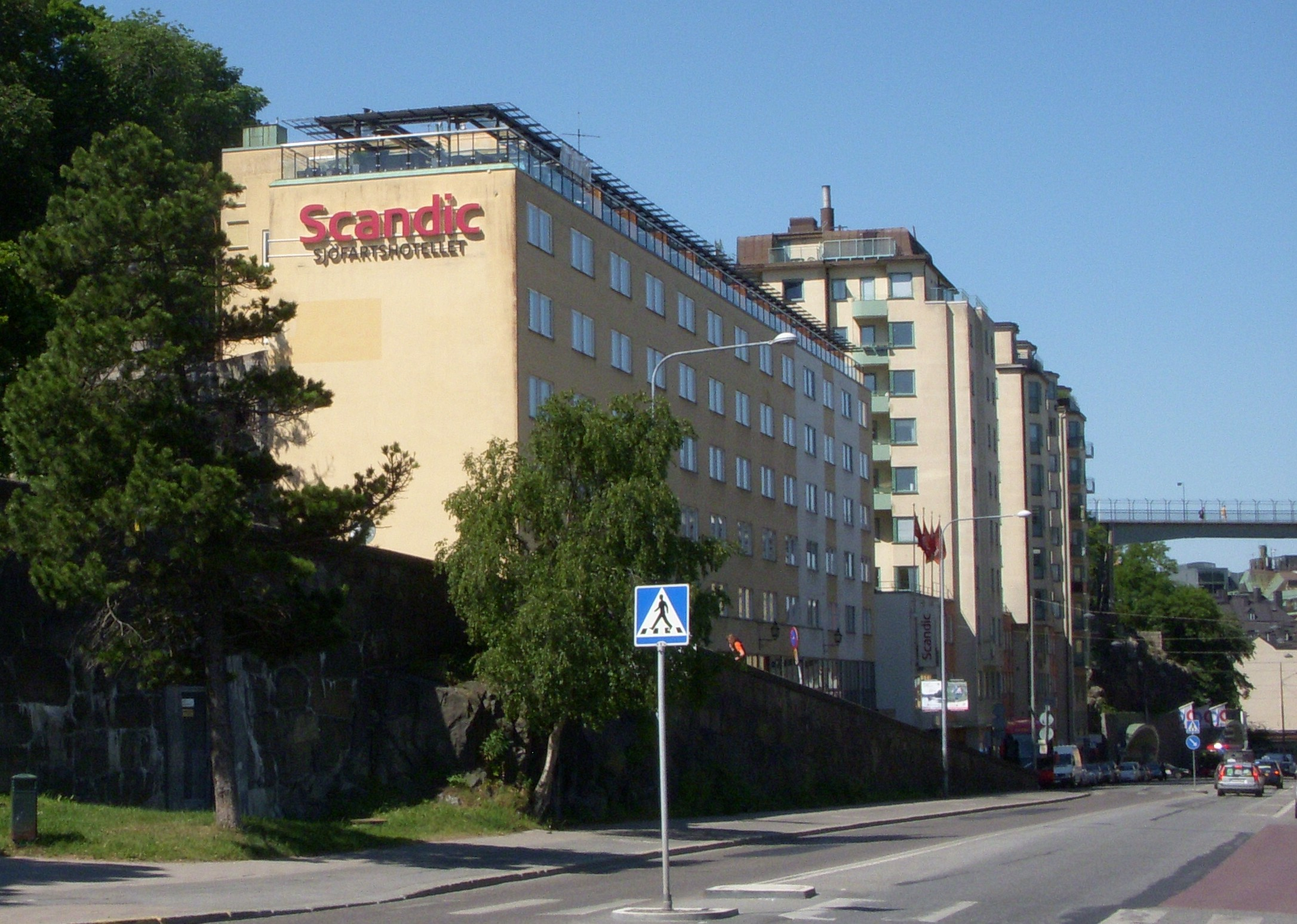
Sjöfartshotellet, Katarinavägen 24-28, ritad av Grönwall & Hirsch 1962-1965.

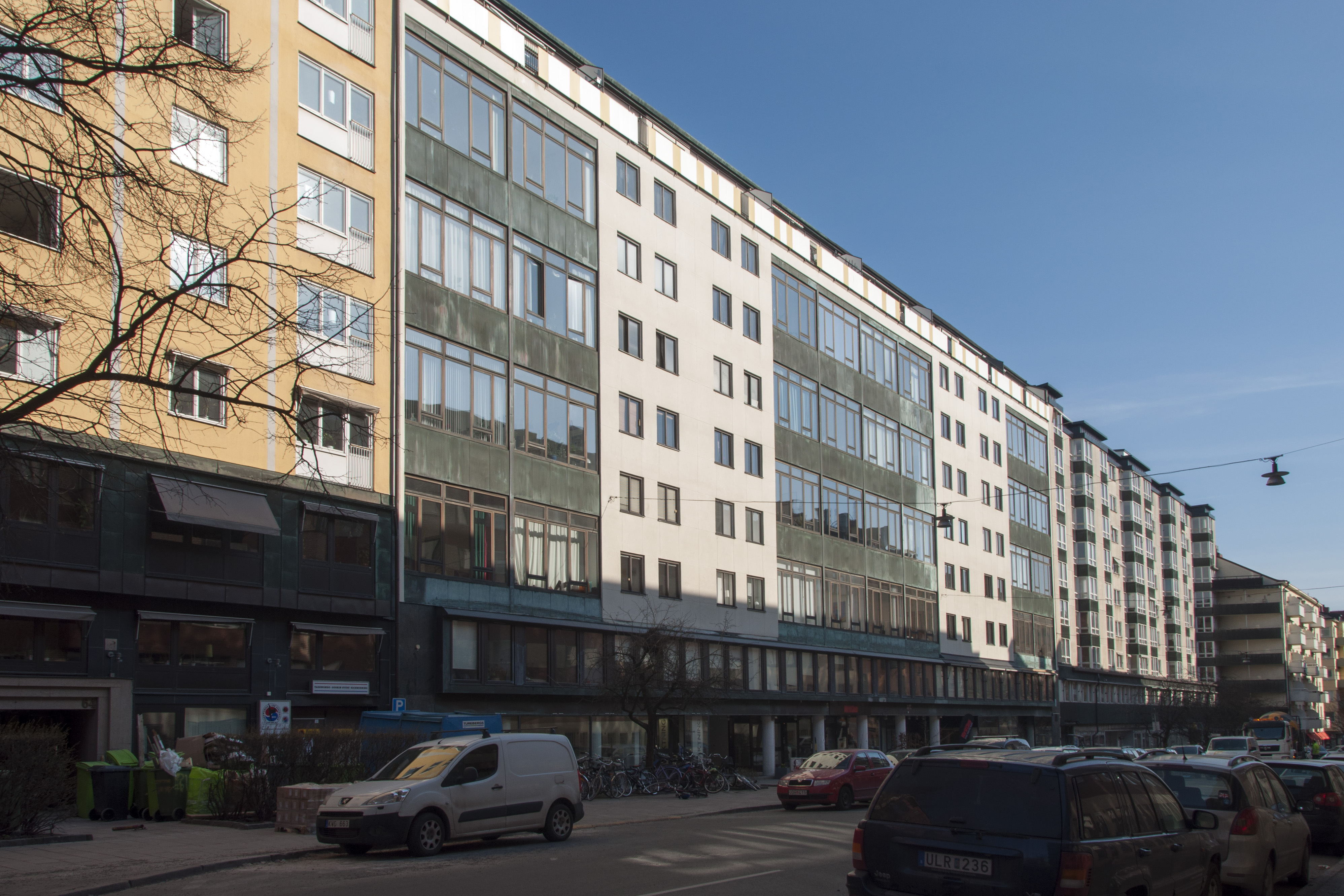
Geten 31, Döbelnsgatan 58-60, ritad av Grönwall & Hirsch 1960-1972.

Ernst Moritz Hirsch, född 22 oktober 1916 i Engelbrekts församling, Stockholm, död där 10 januari 2016, var en svensk arkitekt. Tillsammans med Axel Grönwall var han delägare i arkitektkontoret Grönwall & Hirsch.

## Biografi
Ernst Hirsch var son till industrimannen Erik Hirsch och Lisa Sachs. Efter studentexamen vid Beskowska skolan 1935 följde en utbildning till arkitekt vid KTH, som han avslutade 1942. Åren 1942 till 1944 var han anställd hos arkitekt Mauritz Dahlberg. Under många år var han partner till arkitekten Axel Grönwall och delägare i deras gemensamma arkitektkontor Grönwall & Hirsch. Därför står även Hirsch bakom många arbeten som tillskrivs Grönwall. 1950 blev han verkställande direktör för Industricentralen i Stockholm som grundades 1929 av hans far Erik Hirsch och dennes bror Frank Hirsch.
Ett av Hirsch/Grönwalls mera kända arbeten är byggnaderna för Barnbyn Skå i Ekerö kommun som stod färdig 1947. Här ritade arkitekterna bland annat tolv  faluröda tvåvåningsstugor, en skola med samlingssal, en gymnastiksal, en radhuslänga för personalen samt en panncentral med tvättstuga. 
I hög ålder, i november 2012, besökte Ernst Hirsch tillsammans med en medlem ur Stockholms skönhetsråd Barnbyn Skå som då redan hade lagt ner verksamheten. Han konstaterade att husen stått sig väl genom alla decennier. Enligt Stockholms läns museum är den kvarvarande bebyggelsen från Barnbyn Skå ett riksintresse av betydande socialhistoriska mått.
Ernst Hirsch är begravd på Galärvarvskyrkogården i Stockholm.

## Verk i urval
(Samtliga tillsammans med Axel Grönwall)
- Kvarteret Dihlströms, Södermalm, ombyggnad, 1944
- Barnbyn Skå, Skå Edeby, Färingsö, 1947
- Daghemmet Sköntorpsgården, Årsta, 1947
- Fastigheten Metspöet 15, Stockholm, 1946-1949
- SCA:s huvudkontor, Svenska Cellulosa AB, Sundsvall, 1959
- Industribyggnader, bostäder och villor för SCA, Svenska Cellulosa AB
- Scandic Sjöfartshotellet, Katarinavägen 24-28, Stockholm, 1962-1965
- Fastigheten Geten 31, Stockholm 1960-1972